# HERO MASK
『HERO MASK』（ヒーロー・マスク）は、スタジオぴえろがアニメーション制作を行う完全オリジナルアニメ。シーズン1は2018年12月3日より、シーズン2は2019年8月23日よりNetflixで全世界独占配信された。
また、スピンオフ漫画作品『HERO MASK –a lost memory-』が、作画：WakaikiによりLINEマンガにて2019年8月20日から2020年9月15日まで連載された。内容は前日譚となっている。

## 登場人物
ジェームズ・ブラッド
声 - 加瀬康之
有能だが型破りな刑事。
サラ・シンクレア
声 - 甲斐田裕子
モニカの部下。
ティナ・ハースト
声 - 嶋村侑
レノックス・ギャラガー
声 - 森田順平
エドモンド・チャンドラー
声 - 高野憲太朗
ハリー・クレイトン
声 - 内山昂輝
ジェフリー・コナー
声 - 青山穣
スティーブン・マートランド
声 - 菅生隆之
リチャード・バーナー
声 - 仲野裕
モニカ・キャンベル
声 - 渋谷はるか
ジェームズの恩人。検事をしていたが何者かに殺害される。
フレッド・ファラデー
声 - 志村知幸
グリム
声 - 烏丸祐一
リチャード・バーナー
声 - 仲野裕
イヴ・パーマー
声 - 藤井ゆきよ
アンナ・ワインハウス
声 - 宮寺智子

## スタッフ
- 監督・シリーズ構成：青木弘安
- キャラクターデザイン：片桐貴悠
- 美術設定：山田勝哉
- 美術監督：園田由貴、中村隆
- 衣装デザイン：いさお
- 色彩設計：古性史織
- 撮影監督：久野利和
- 画面設計：sankaku
- 編集：柳圭介
- 音響監督：久保宗一郎
- 音響効果：西村睦弘
- 音楽：加藤久貴
- アニメーション制作：スタジオぴえろ
- 製作：HERO MASK製作委員会

## テーマソング
オープニングテーマ「Hero Mask」
作・編曲：加藤久貴
エンディングテーマ「End Credits」
作・編曲：加藤久貴